# OR8S1
OR8S1 (англ. Olfactory receptor family 8 subfamily S member 1) – білок, який кодується однойменним геном, розташованим у людей на 12-й хромосомі. Довжина поліпептидного ланцюга білка становить 359 амінокислот, а молекулярна маса — 39 645.
| 10         |  | 20         |  | 30         |  | 40         |  | 50         |
| ---------- |  | ---------- |  | ---------- |  | ---------- |  | ---------- |
| MALGNHSTIT |  | EFLLLGLSAD |  | PNIRALLFVL |  | FLGIYLLTIM |  | ENLMLLLMIR |
| ADSCLHKPMY |  | FFLSHLSFVD |  | LCFSSVIVPK |  | MLENLLSQRK |  | TISVEGCLAQ |
| VFFVFVTAGT |  | EACLLSGMAY |  | DRHAAICRPL |  | LYGQIMGKQL |  | YMHLVWGSWG |
| LGFLDALINV |  | LLAVNMVFCE |  | AKIIHHYSYE |  | MPSLLPLSCS |  | DISRSLIALL |
| CSTLLHGLGN |  | FLLVFLSYTR |  | IISTILSISS |  | TSGRSKAFST |  | CSAHLTAVTL |
| YYGSGLLRHL |  | MPNSGSPIEL |  | IFSVQYTVVT |  | PMLNSLIYSL |  | KNKEVKGERS |
| LRDSSHLPQL |  | HKGQARWKRP |  | AFTEGRREPG |  | HPELSIPVTP |  | QPQGACACSA |
| LRAAPTALP  |  |            |  |            |  |            |  |            |

A: Аланін

C: Цистеїн

D: Аспарагінова кислота

E: Глутамінова кислота

F: Фенілаланін

G: Гліцин

H: Гістидин

I: Ізолейцин

K: Лізин

L: Лейцин

M: Метіонін

N: Аспарагін

P: Пролін

Q: Глутамін

R: Аргінін

S: Серин

T: Треонін

V: Валін

W: Триптофан

Кодований геном білок за функціями належить до рецепторів, g-білокспряжених рецепторів, білків внутрішньоклітинного сигналінгу. 
Локалізований у клітинній мембрані, мембрані.